# Francium
Francium är ett radioaktivt grundämne med atomnummer 87 och kemiskt tecken Fr som tillhör gruppen alkalimetaller. Francium är starkt radioaktivt och mycket sällsynt i jordskorpan. Francium förekommer i uran- och toriummalm. Francium är det mest elektropositiva av alla grundämnen. Francium är dessutom så sällsynt att det brukar utelämnas när alkalimetallerna beskrivs. Man beräknar att det som allra mest finns 20 till 30 g francium i hela jordskorpan.

## Historia
Francium upptäcktes år 1939 av Marguerite Perey när hon undersökte ett aktiniumprov, i aktiniumprovet upptäckte hon ett betastrålande ämne. När hon undersökte ämnet vidare visade det sig att ämnet följde med cesium när det utfälldes. Efter det att Marguerite Perey hade fått sin upptäckt godkänd döpte hon grundämnet till francium efter sitt hemland Frankrike.

## Kemiska egenskaper
Kemiskt sett liknar francium de andra alkalimetallerna, särskilt cesium. Då franciums halveringstid endast är cirka 22 minuter är kemiska studier svåra, och får utföras med cesium som bärare. Flertalet angivna egenskaper är teoretiska beräkningar. Endast kvantiteter om c:a 100 000 franciumatomer har någonsin hanterats. Större mängder skulle snabbt förgasas på grund av den radioaktiva värmeutvecklingen. (Totala effekten är c:a 190 kW/g)